# Coryphaenoides oreinos
 Coryphaenoides oreinos és una espècie de peix de la família dels macrúrids i de l'ordre dels gadiformes.
Els adults poden assolir 65 cm de llargària total. És un peix d'aigües profundes que viu entre 990-1626 m de fondària. Es troba a Mèxic.